# Tamil Nadu
Tamil Nadu ([ˈt̪amɨɻˌnɑːɖɯ]ⓘ en tamil: தமிழ் நாடு tamiḻ nāṭu «Tierra de los tamiles») es un estado de la República de la India. Su capital es Chennai, antigua Madrás.
Se ubica en el extremo sudeste del país, limitando al norte con Karnataka y Andhra Pradesh, al este con la golfo de Bengala (océano Índico), cerca de su costa sureste se encuentra Sri Lanka y al oeste y sur con Kerala. Con 72 147 030 habitantes en 2011 es el sexto estado más poblado —por detrás de Uttar Pradesh, Maharastra, Bihar, Bengala Occidental y Madhya Pradesh— y con 555 hab/km², el sexto más densamente poblado, por detrás de Bihar, Bengala Occidental, Kerala, Uttar Pradesh y Haryana.
Como estado, se fundó en 1956 para acoger dentro de sus fronteras a los hablantes del idioma tamil, que tienen una larga historia literaria y es uno de los idiomas clásicos de la India. Recibió su nombre actual en 1969.

## Historia
Tamil Nadu fue conocido como la "presidencia de Madrás" durante el periodo de dominación británica de la India. Tras la independencia del país se convirtió en el "estado de Madrás"; en 1953 la zona nordeste del estado, con mayoría de hablantes del télugu se convirtió en el nuevo estado de Andhra Pradesh mientras que el distrito de Bellary se convirtió en parte integrante del estado de Mysore.
En 1956 las fronteras actuales del estado quedaron definidas cuando la zona oeste del estado de Madrás, en el Mar Arábigo, quedó dividida entre Mysore (más tarde Karnataka) y el nuevo estado de Kerala. En julio de 1967 el estado fue renombrado como Tamil Nadu, nombre que recibió la aprobación del parlamento de la India en agosto de 1968. Las políticas del estado protegen la cultura, el idioma y las tradiciones de los tamiles.
Al contrario de otras partes del país, Tamil Nadu recibe las principales precipitaciones gracias al monzón del noroeste que llega al estado en los meses de octubre a diciembre. La agricultura depende casi exclusivamente de estas lluvias cíclicas para su mantenimiento. Tamil Nadu fue uno de los estados afectados por el tsunami que asoló las costas de Asia el 26 de diciembre de 2004. Murieron más de 4000 personas y quedaron dañadas casi la totalidad de las zonas más al sur del estado.
Madrás, llamada oficialmente desde 1996 como Chennai, es la cuarta ciudad de la India y la capital del estado. En Madrás se encuentra Playa Marina, la segunda playa más larga del mundo. Coimbatore, Cuddalore, Madurai, Tiruchirapalli, Salem y Tirunelveli son otras ciudades importantes de Tamil Nadu.
Tamil Nadu es conocido por su rica literatura, música y danzas que siguen floreciendo hoy en día. Es uno de los estados más progresistas y más industrializados de la India. El idioma oficial es el tamil.

## Geografía
Tamil Nadu es el más sureño de los estados de la India. Limita al oeste con el estado de Kerala, al noroeste con el de Karnataka, y al norte con el de Andhra Pradesh. También se encuentran en el interior de su territorio dos de los enclaves que constituyen el territorio de Puducherry: Puducherry (Pondicherry) y Karaikal. Al este y al sur, Tamil Nadu limita con el Océano Índico: la Bahía de Bengala al este, y el Golfo de Mannar al sudeste. El estrecho de Palk separa Tamil Nadu del estado insular de Sri Lanka. La longitud total de costa del estado de Tamil Nadu es de 1.076 kilómetros.

## Distritos

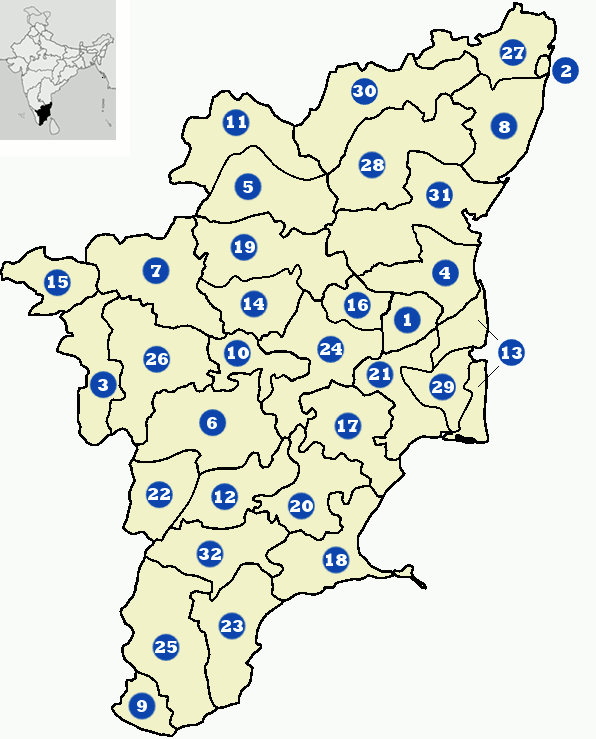
Distritos de Tamil Nadu.

Los 32 distritos de Tamil Nadu en el censo de 2011 eran los siguientes, con la numeración correspondiente en el mapa de la derecha. 
| 1. Ariyalur 2. Chennai 3. Coimbatore 4. Cuddalore 5. Dharmapuri 6. Dindigul 7. Erode 8. Kanchipuram 9. Kanyakumari 10. Karur | 1. Krishnagiri 2. Madurai 3. Nagapattinam 4. Namakkal 5. Nilgiris 6. Perambalur 7. Pudukkottai 8. Ramanathapuram 9. Salem 10. Sivagangai 11. Thanjavur | 1. Theni 2. Thoothukudi 3. Tiruchirapalli 4. Tirunelveli 5. Tirupur 6. Tiruvallur 7. Tiruvannamalai 8. Tiruvarur 9. Vellore 10. Viluppuram 11. Virudhunagar |

En noviembre de 2019 se añadieron los distritos de Tenkasi (separado de Tirunelveli), Kallakurichi (separado de Viluppuram), Tirupattur y Ranipet (separados de Vellore) y Chengalpattu (separado de Kanchipuram). En diciembre de 2020 se añadió Mayiladuthurai (separado de Nagapattinam).

## Monumentos y lugares de interés

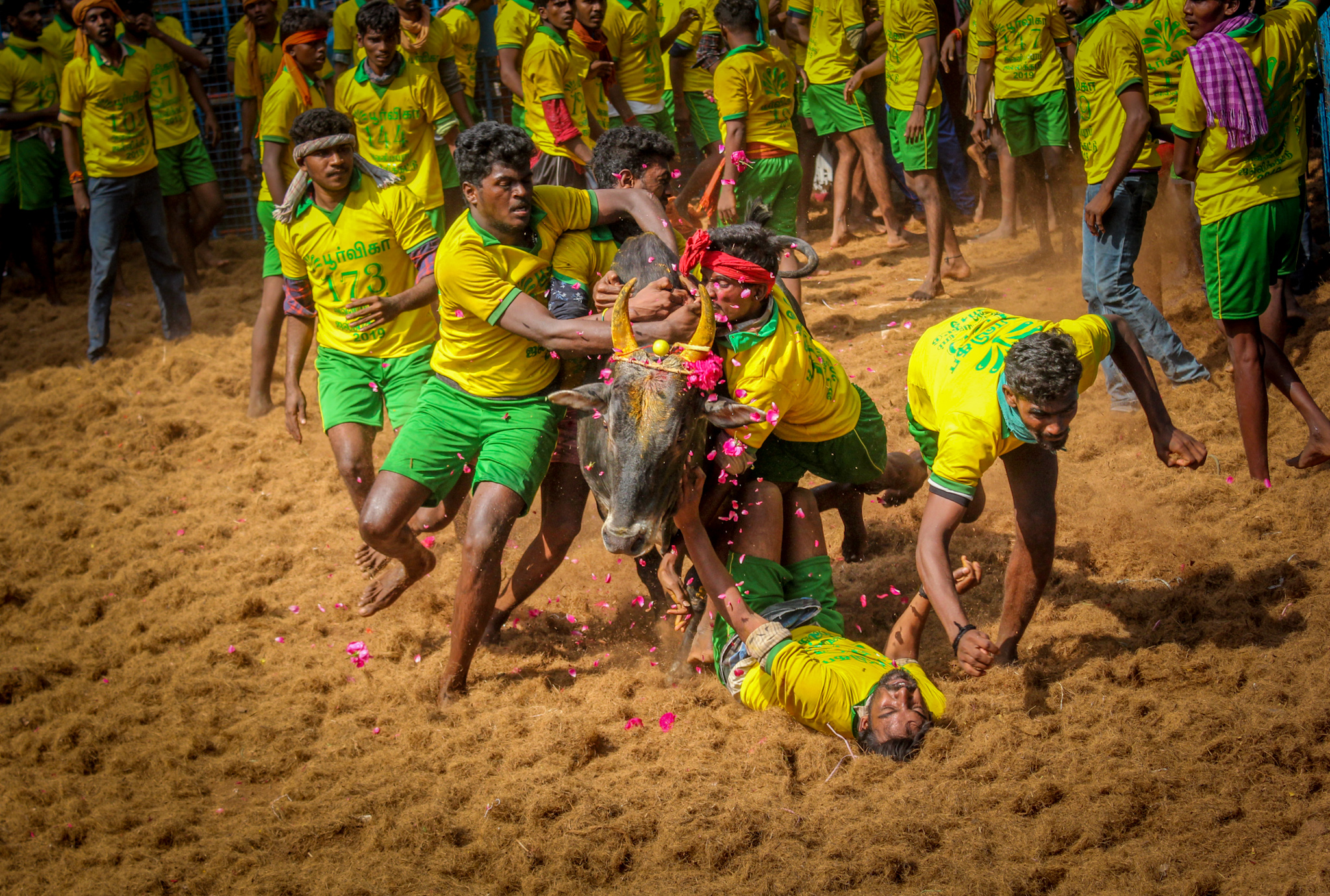
Jallikattu en Tamil Nadu en 2019.

En Tamil Nadu destacan los numerosos templos hindúes basados en la arquitectura dravidiana. Los templos tienen un estilo característico famoso por su estructura en forma de torre. Algunas ciudades con templos destacados son Madurai, Trichy (Tiruchirapalli), Kanchipuram, Palani, Swamithoppe, Tiruvallur y Mahabalipuram. Estaciones de montaña como Kodaikanal y Nilgiris tienen algunos de los paisajes más espectaculares del país. En Nilgiris está también uno de los dos ferrocarriles de montaña de la India que han sido declarados por la Unesco como Patrimonio de la Humanidad.

## Corrupción
En el estado de Tamil Nadu, la arena de playa contiene minerales muy codiciados como el granate, la ilmenita, el rutilo, el circón, el silicato, el leucoxeno y la monacita. Desde hace años, auténticas mafias dictan la ley en este sector. Según la periodista Sandhya Ravishankar que se ha visto acosada: “La mafia de la arena tiene conexiones con responsables políticos, policías y funcionarios en el propio Gobierno. En cuanto revelas sus artimañas, ¡ya no te dejan!".